# Mitología oriental
Mitología oriental (en inglés Oriental Mythology) es el segundo volumen correspondiente a la tetralogía sobre mitología comparada Las máscaras de Dios escrita por el mitólogo, escritor y profesor estadounidense Joseph Campbell.

## Contenido
Escrito en 1962, Mitología oriental explora el desarrollo de la mitología oriental en culturas tan diferentes como la mesopotámica, egipcia, india, china y japonesa.
De acuerdo con su idea de un sustrato común o primigenio del repertorio universal, el mitólogo norteamericano empieza por referirse a un hito histórico: la separación de Oriente y Occidente, cuya primera fase localiza en Sumeria hacia el tercer milenio antes de la Era. Un instante que determinó la relación con Dios de los hombres que vivían al este de Irán y de los que habitaban en el Oeste.
Occidente tomó el fruto prohibido del árbol del bien y el mal, y Oriente, del árbol de la vida eterna. La tradición occidental se sitúa en un marco ético e histórico. Frente a ella la oriental asumiría un punto de vista metafísico o poético, más vinculado al ámbito personal que al de la comunidad y a la vez ajeno a la noción de una conciencia individual -el ideal no es el desarrollo del ego, sino su extinción- que se diluye en un todo indiferenciado.

Al mundo moderno han llegado dos mitologías totalmente opuestas del destino y la virtud del hombre, que contribuyen conflictivamente al proceso de creación de toda nueva sociedad. Pues del árbol que crece en el jardín donde Dios pasea al fresco del día, los hombres sabios al oeste de Irán han probado la fruta del conocimiento del bien y del mal, mientras que los que están al otro lado de esa linde cultural, en la India y en Extremo Oriente, sólo han saboreado la fruta de la vida eterna. No obstante, se nos dice que los dos miembros se unen en el centro del jardín, donde forman un solo árbol cuyas ramas se bifurcan cuando alcanzan cierta altura. De la misma forma, las dos mitologías hunden sus raíces en Oriente Próximo. Si el hombre probara ambos frutos, se convertiría en Dios mismo (Génesis 3, 22); esta es la gran posibilidad que nos ofrece hoy el encuentro de Oriente y Occidente.

El volumen se organiza en tres grandes partes:
1. La separación de Oriente y Occidente.
2. Las mitologías de la India.
3. Las mitologías de Extremo Oriente.

## Edición en castellano
- Campbell, Joseph (2017). Las máscaras de Dios. Volumen II. Mitología oriental. Traducción Belén Urrutia, revisión Santiago Celaya, 752 páginas. Colección Memoria mundi, cartoné (Tercera edición). Vilaür: Ediciones Atalanta. ISBN 978-84-946136-9-2.
- Campbell, Joseph (1991). Las máscaras de Dios. Mitología oriental. Traducción Belén Urrutia (descatalogado). Madrid: Alianza Editorial. ISBN 978-84-206-9622-5.

- Datos: Q29033358